# Herman Chernoff
Herman Chernoff (ur. 1 lipca 1923 w Nowym Jorku) – amerykański matematyk i statystyk, profesor m.in. Massachusetts Institute of Technology (MIT). Od jego nazwiska pochodzi nazwa nierówności Chernoffa.
Jego rodzice, Pauline i Max Chernoff, byli żydowskimi emigrantami z Rosji. Jest absolwentem Uniwersytetu Browna. Był profesorem statystyki na Uniwersytecie Stanforda w latach 1956–1974, od 1974 do 1985 profesorem matematyki stosowanej w MIT, a następnie profesorem statystyki na Uniwersytecie Harvarda (do 1997). Został uhonorowany doktoratami honoris causa Ohio State University, Technion w Izraelu, Uniwersytetu Rzymskiego „La Sapienza” i Universty of Athens.
W 1972 roku wydał monografię Sequential Analysis and Optimal Design, przedstawiającą m.in. większość jego badań z poprzednich lat.